# Эффект Викселля
Эффект Викселля — глобальная переоценка капитала в процессе экономического оборота (рассматривается макроэкономическое равновесное состояние, а не положение дел у отдельных экономических агентов).
Увеличение используемого физического капитала (основных фондов) приводит к падению нормы прибыли. При этом для дополнительного оборудования требуется дополнительная рабочая сила, для привлечения которой нужно поднять заработные платы, что приводит к изменению нормы накопления (нормы инвестирования) в пользу роста заработной платы при одновременном падении нормы прибыли (процентной ставки). В итоге падение нормы прибыли имеет тенденцию увеличивать суммарную стоимость капитала в большей степени, чем увеличивается его физический объём, в результате чего и происходит переоценка всего ранее существовавшего капитала.
Кнут Викселль впервые описал данный эффект в первом томе «Лекций по политической экономии» (1901 год). Он опирался на австрийскую экономическую систему для толкования эффекта.
Эффект включает в себя переоценку всех капитальных товаров из-за формирования новых цен. Важным следствием этого является то, что аналитическая оценка основных средств (капитальных товаров) чрезвычайно проблематична во всех реальных ситуациях.
Сам термин был введён Карлом Уром в 1951 году, а важность понимания эффекта отмечали Джоан Робинсон (1956) и Тревор Свон (1956).
По словам Джоан Робинсон, эффект Викселля — это «ключ ко всей теории накопления капитала». Она пишет, что ценность производственной машины зависит от ставки заработной платы: «при более высокой заработной плате машины данного типа будут иметь более высокую ценность». Как утверждают Викселль и Робинсон, чистый эффект увеличения зарплаты и падения нормы процента всегда заключается в росте ценности капитала в единицах продукта.
Иногда делают различие между «Ценовым эффектом Викселля» и «Реальным эффектом Викселля». Ценовой эффект Викселля означает изменение относительных цен, соответствующее изменению в распределении доходов с учётом используемой системы производства (без технологических изменений). Реальным эффектом Викселля называют изменение относительных цен, связанные с технологическими изменениями, вызванными изменением нормы прибыли. Рассматриваемые «изменения» представляют собой сравнения долгопериодных равновесий, хотя сам Викселль не рассматривал влияние процесса смены технологий.

## Ход рассуждений
Распределение результатов производства обусловлено вменением каждому фактору производства той доли продукта, которая соответствует предельной производительности соответствующего фактора. Глобальное накопление физического капитала (основных средств) снижает его предельную производительность (закон убывающей отдачи), что должно снижать долю капитала в единице конечного продукта. В условиях полной занятости противодействовать этому может опережающий рост сбережений (накоплений, капитализация) по сравнению с ростом численности рабочих. В то же время при экономическом подъёме предприниматели конкурируют за рабочие руки, что увеличивает реальную заработную плату, поглощает часть сбережений владельцев капитала, которые могли быть направлены в капитальные блага. Это ведёт к снижению доли прибыли в совокупном продукте, в противовес росту долей ренты и заработной платы.
Допустим, имел место некий прирост реального капитала за счёт накопления. Если разделить этот прирост на сумму всех сбережений, то частное покажет степень производительности реального капитала, что должно совпадать с нормой процента. Но в действительности уровень ссудного процента оказывается меньше, притом меньше именно настолько, насколько выросла заработная плата как элемент реального капитала (предельный продукт совокупного капитала оказывается ниже рыночной нормы процента на величину приращения реальной заработной платы). Викселль сделал вывод, что предельная производительность капитала не является главной причиной, влияющей на уровень процента, то есть стоимость капитала не подчиняется закону предельной полезности.
В книге «Процент и цены» (1898) Викселль предположил неравновесность экономических процессов, вызываемую расхождением между «заёмной» (рыночной, фактической при предоставлении кредита) и «естественной» («капитальной») нормами процента. Естественная норма процента равна «предвосхищаемой прибыли, получение которой ожидается от использования денежного займа», то есть определяется ожидаемым доходом. Расхождения между заёмной и естественной нормами происходят, как правило, из-за того, что естественная норма существенно колеблется, в то время как заёмная норма остаётся фиксированной или приближается к естественной с опозданием. Опоздание обусловлено необходимостью структурных изменений (модернизации производства), которые увеличивают производительность и уменьшают потребность в труде на единицу продукции, что нарушает полную занятость и создаёт угрозу безработицы.